# Шевяков, Николай Николаевич
Николай Николаевич Шевяков (1890—1965) — советский государственный и партийный деятель. Член РКП(б) с сентября 1917 года.
Родился в д. Услимово Тарусского уезда Калужской губернии в семье крестьянина-бедняка.
Принимал активное участие в установлении советской власти, был председателем Тарусского ВРК. В июне 1918 — мае 1919 года председатель Тарусского укома РКП(б). В 1919—1920 работал в Калужском губисполкоме и губкоме партии. Затем направлен в Орел.
- 1921—1922 — председатель Орловского губисполкома
- 1922 — 2.1923 — ответственный секретарь Орловского губкома РКП(б).

Избирался делегатом 9, 10 и 11 съездов партии. Был членом ЦИК и ВЦИК.
После 1923 года работал на ответственных должностях в Сибири и в Москве.
Участник Великой Отечественной войны.
Похоронен на Новодевичьем кладбище.